# Викстрём, Аксель
Аксель Викстрём (швед. Axel Wikström; 29 сентября 1907 года, Шеллефтео — 16 июня 1976 года, Шеллефтео) — шведский лыжник, двукратный призёр Олимпийских игр.

## Карьера
На Олимпийских играх 1932 года в Лейк-Плэсиде, завоевал серебряную медаль в гонке на 18 км, ровно 2 минуты проиграв победителю, своему партнёру по команде Свену Уттерстрёму и лишь 17 секунд выиграв у ставшего третьим финна Вели Сааринена. В гонке на 50 км участия не принимал.
На Олимпийских играх 1936 года в Гармиш-Партенкирхене, вновь стал серебряным призёром, на этот раз в гонке на 50 км, более 3-х минут проиграв победителю, своему партнёру по команде Элису Виклунду и 50 секунд выиграв у ставшего третьим другого своего соотечественника Нильса-Йоэля Энглунда. В остальных гонках олимпийского турнира участия не принимал.